# 阿戈什顿-门代莱尼·尤迪特
阿戈什顿-门代莱尼·尤迪特（匈牙利語：Ágoston-Mendelényi Judit，1937年1月21日—2013年5月12日），匈牙利女子击剑运动员。她曾代表匈牙利参加1964年夏季奥林匹克运动会击剑比赛，获得一枚金牌。